# پرواز ققنوس
پرواز ققنوس (به انگلیسی: The Flight of the Phoenix) فیلمی آمریکایی در سبک اکشن درام به کارگردانی رابرت آلدریچ است که در سال ۱۹۶۵ منتشر شد. این فیلم از رمانی به همین نام نوشتهٔ الستون تِرِوور اقتباس شده‌است. این فیلم داستان گروه کوچکی از مردان را روایت می‌کند که بعد از فرود اضطراری در بیابان صحرا برای بقا شروع به تقلا می‌کنند. ستارگان این فیلم جیمز استوارت، ریچارد اتنبرا، پیتر فینچ، هاردی کروگر و ارنست بورگناین هستند. سایر بازیگران این فیلم ایان بانن، رونالد فریزر، کریستین مارکون، دن دوریا و جرج کندی می‌باشند که به عنوان دیگر مسافران هواپیما به ایفای نقش پرداختند. این فیلم نامزد دریافت دو جایزه اسکار شد: بهترین بازیگر نقش مکمل مرد برای ایان بانن و بهترین تدوین برای مایکل لوسیانو.

## بازیگران
- جیمز استوارت
- ریچارد اتنبرا
- پیتر فینچ
- ارنست بورگناین
- هاردی کروگر
- جرج کندی
- دن دوریا
- ایان بانن
- کریستین مارکون
- رونالد فریزر
- گابریله تینتی